# پینتا (بیماری)
پینتا (انگلیسی: Pinta) نوعی بیماری‌های پوستی ویژه انسان‌ها است که بیشتر در مکزیک، آمریکای مرکزی و آمریکای جنوبی شیوع دارد و توسط ترپونما پالیدوم ایجاد می‌شود که از نظر کالبدشناسی تطبیقی و سرم‌شناسی تشخیص آن از سیفلیس ممکن نیست.